# أبين (عفرين)
أبين (بالكردية: Bênê) هي قرية سوريّة تتبع إداريّاً لمحافظة حلب منطقة عفرين ناحية مركز عفرين. بلغ تعداد سكانها 1,142 نسمة حسب التعداد السكاني لعام 2004، و4051 نسمة حسب قيود السجل المدني لنهاية عام 2005. وهي من قرى عشيرة الغباري الكرديّة.